# Some Things Never Change
 (avril 2024).
Si vous disposez d'ouvrages ou d'articles de référence ou si vous connaissez des sites web de qualité traitant du thème abordé ici, merci de compléter l'article en donnant les références utiles à sa vérifiabilité et en les liant à la section « Notes et références ».
Albums de Supertramp
The Very Best of Supertramp: Volume 2
(1992) It Was the Best of Times
(1999)
Some Things Never Change est le dixième album studio du groupe rock Supertramp, paru en 1997. Il contient deux vieilles chansons écrites par Rick Davies, And the light et You Win I Lose, avec lesquelles il tenta un rapprochement avec Roger Hodgson dans le but de retravailler avec lui, mais sa tentative a finalement échoué au bout de quelques semaines, toutefois le groupe a finalement décidé de les garder afin de les inclure sur l'album. C'est aussi le premier album sans le bassiste Dougie Thomson, ce dernier ayant été remplacé par Cliff Hugo. La chanson Sooner or Later représente un changement de direction pour Supertramp, elle contient des éléments jazzy plus proche de Steely Dan, ainsi que des percussions latines, la rapprochant ainsi de Santana. 

## Titres
Toutes les chansons sont écrites et chantés par Rick Davies, sauf indications contraires.
1. It's A Hard World  – 9:46
2. You Win, I Lose  – 4:31
3. Get Your Act Together  – 4:48
4. Live to Love You  – 5:18
5. Some Things Never Change  – 6:26
6. Listen to Me Please  – 4:46 - Chanté par Rick Davies & Mark Hart.
7. Sooner or Later (Rick Davies, Mark Hart) – 6:50 - Chanté par Mark Hart.
8. Help Me Down That Road  – 4:36
9. And the Light  – 4:40 - Batterie Tom Walsh
10. Give Me a Chance (Rick Davies, Mark Hart) – 4:24 - Chanté par Mark Hart.
11. C'est What?  – 8:16
12. Where There's a Will  – 5:36

## Musiciens
- Rick Davies : chant, claviers
- Mark Hart : chant, guitares, claviers
- Carl Verheyen : guitares
- Cliff Hugo : basse
- John Helliwell : saxophones, cuivres
- Lee Thornburg : trombone, trompette, chœurs
- Bob Siebenberg : batterie, sauf sur And The Light
- Tom Walsh : batterie sur And The Light, percussions

### Musiciens additionnels
- Fred Mandel : guitare sur And The Light - Non crédité[réf. nécessaire]
- Bob Danziger : kalimbas
- Karen Lawrence, Kim Nail : chœurs

## Production
- Producteurs : Jack Douglas, Fred Mandel
- Producteur exécutif : Rick Davies
- Ingénieurs : Ian Gardiner, Jay Messina
- Assistant ingénieurs : Ian Gardiner, Mike Scotella
- Assistants au mix : Roy Clark, Brian Hargrove
- Mastering : Bob Ludwig
- Direction créative : Richard Frankel
- Jaquette : Dimo Safari
- Photographie : Dennis Keeley